# Paspalidium distans
Paspalidium distans là một loài thực vật có hoa trong họ Hòa thảo. Loài này được (Trin.) Hughes mô tả khoa học đầu tiên năm 1923.

## Hình ảnh

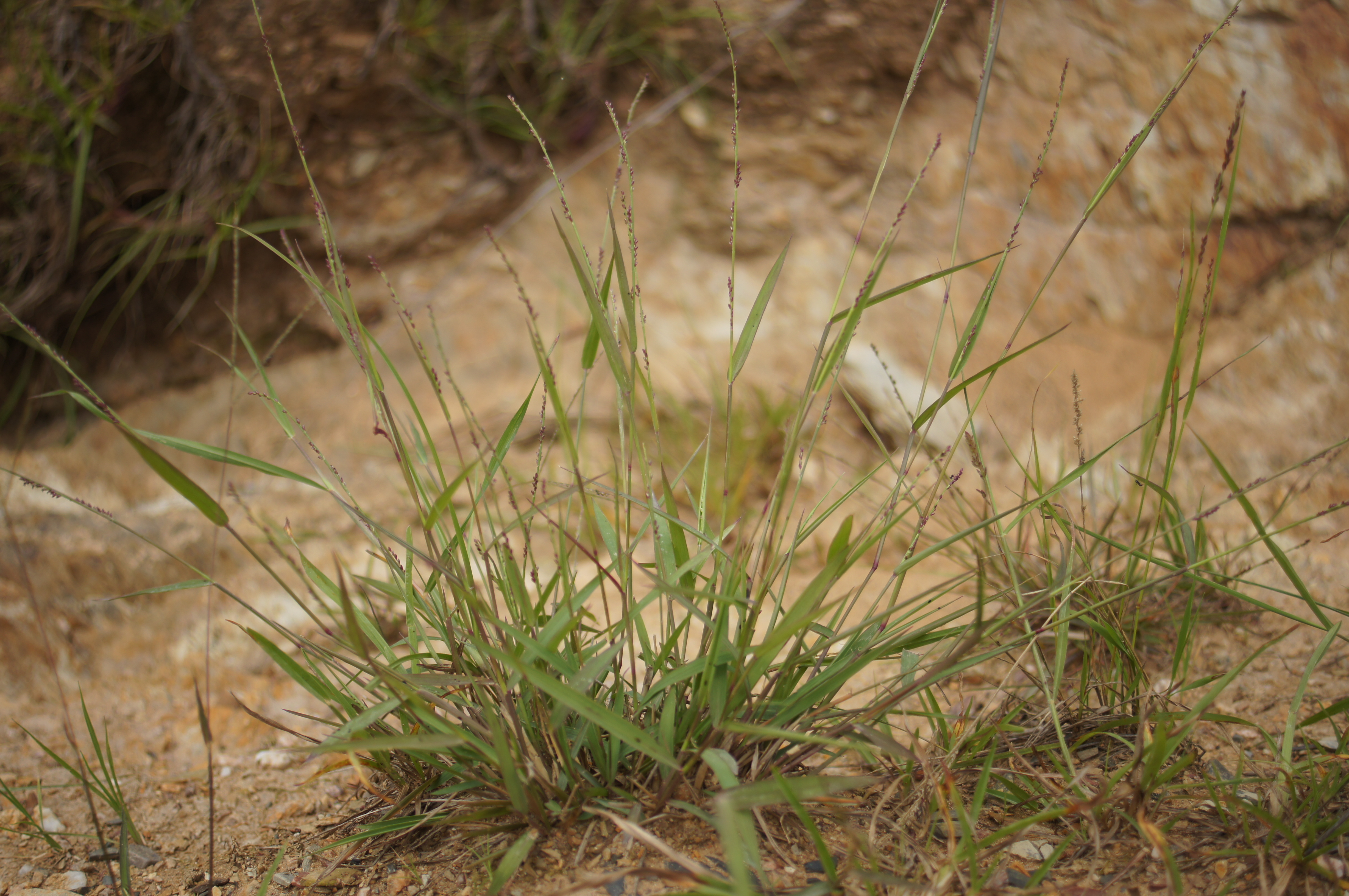